# 只必
只必（1251年—1301年），元朝官员，蒙古札剌亦儿氏。曾祖父带孙，父亲塔塔儿台。
只必年幼时喜爱读书，好书法。至元十四年（1277年）监理东平。官至少中大夫。多善政，以清廉著称。曾拿出家中藏书二千余卷，办东平庙学，供学生阅读。后为嘉议大夫，江南湖北道提刑按察使，改浙西提刑按察使。大德四年（1300年）入覲，賜金段十匹。大德五年（1301年）春去世。有子三人，全都早卒。自只必担任按察使，弟秃不申嗣其職。